# Isabella Villamarina
Isabella Villamarina, o Villamarino (1503 – Madrid, 14 ottobre 1559), è stata una letterata e nobile italiana, ultima principessa di Salerno.

## Biografia

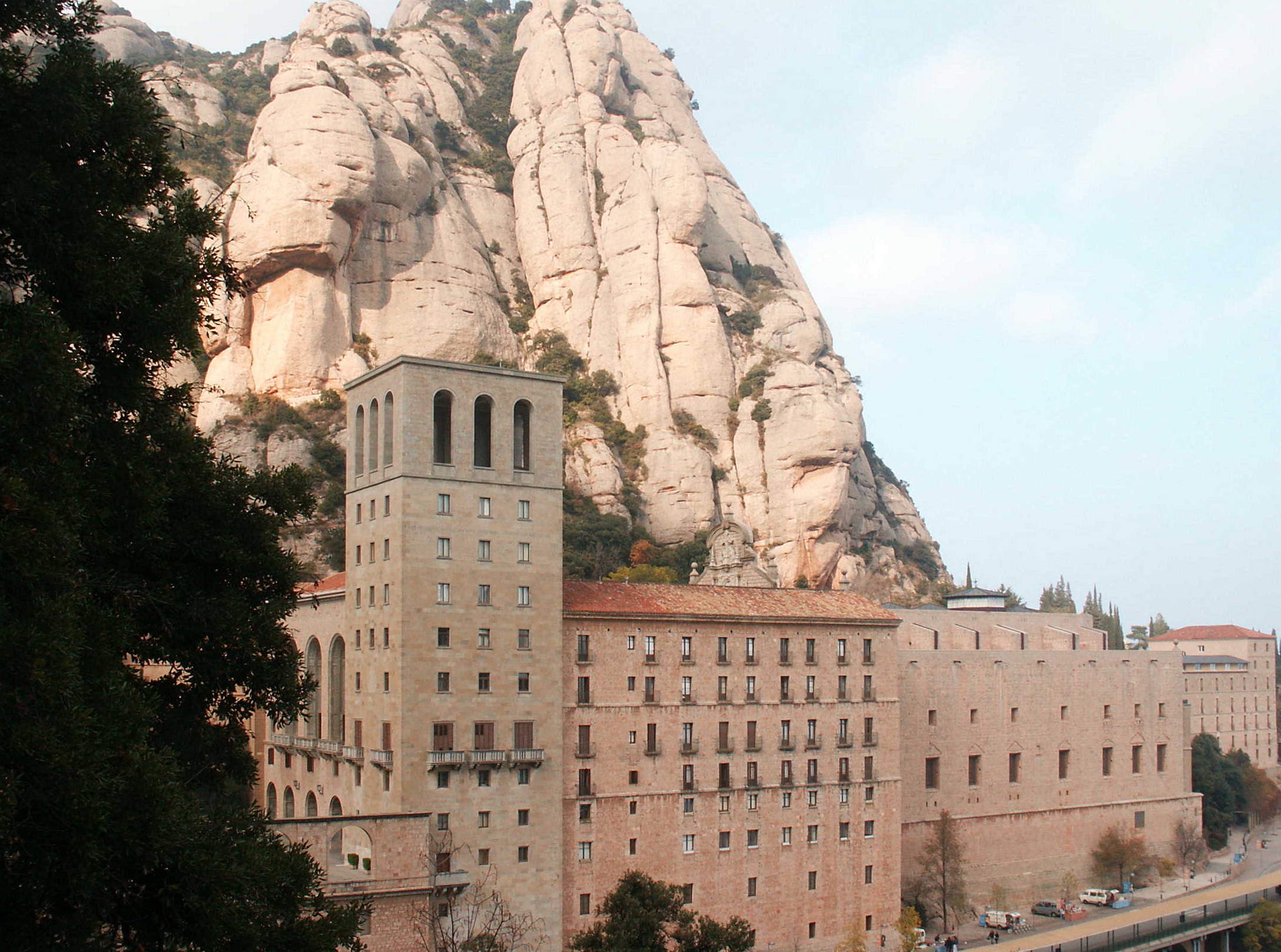
Monastero di Montserrat, Catalogna

Figlia di Isabella di Cardona e del catalano Bernardo Villamarino, grande ammiraglio del Regno di Napoli e conte di Capaccio, dopo la morte di lui, avvenuta nel 1512, ereditò il feudo di Capaccio e Altavilla.

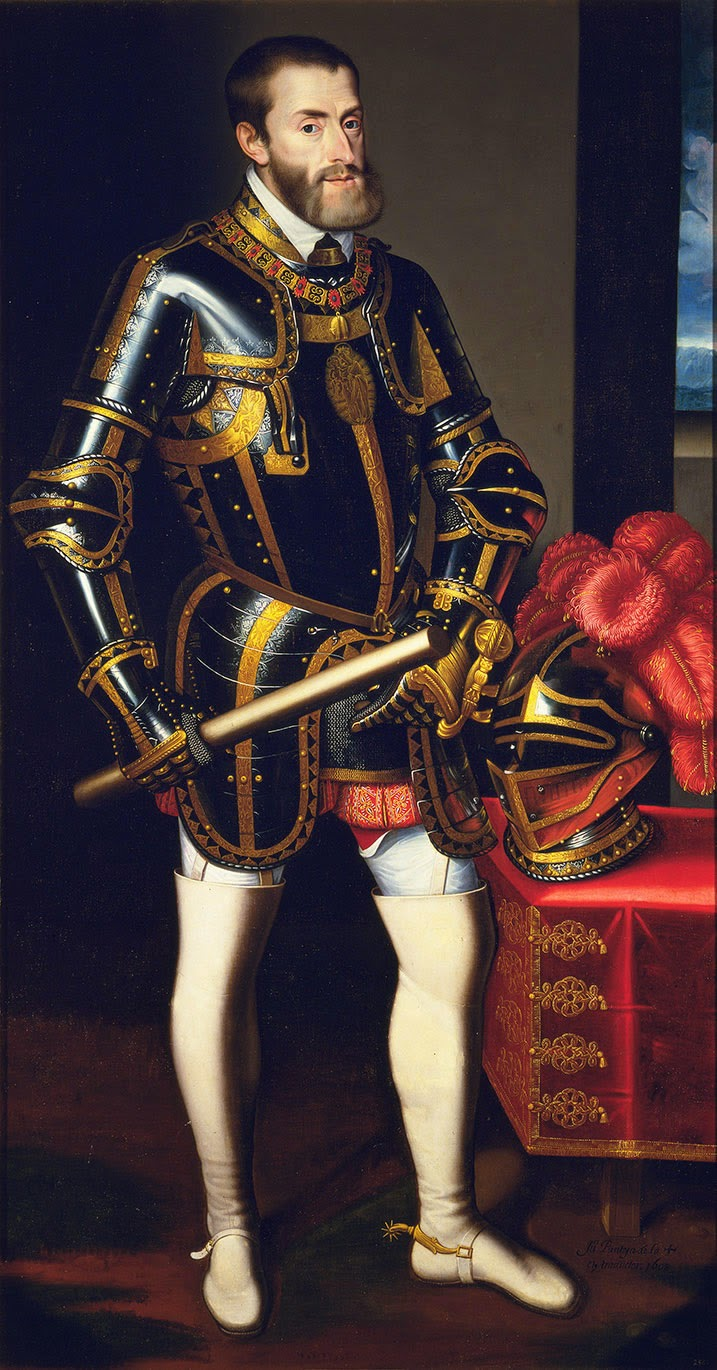
Carlo V

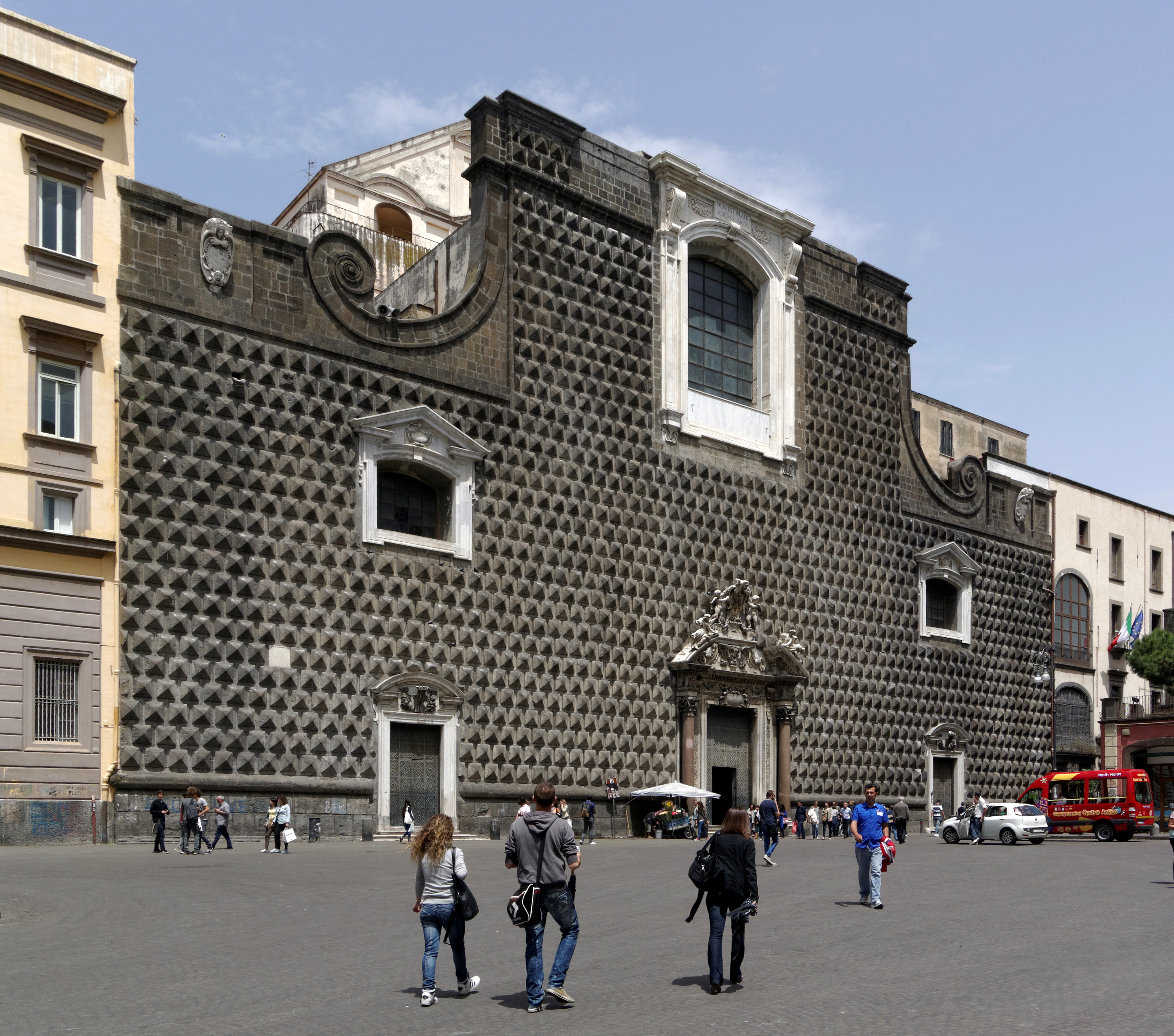
Chiesa del Gesù Nuovo, ex Palazzo Sanseverino a Napoli

Insieme a Ferrante Sanseverino, principe di Salerno, giovane orfano affidato da Ferdinando II alla famiglia Villamarino, fu educata dai migliori istitutori dell'epoca, fra cui l'umanista Pomponio Gaurico.
Di bell'aspetto ed elegante, si formò una solida cultura, sottolineata fra gli altri da Paolo Manuzio che si disse colpito della qualità di alcune sue composizioni in lingua latina, mentre Laura Terracina la nominò in vari sonetti:

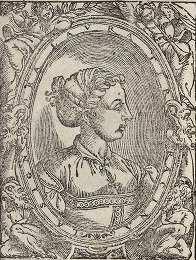
Laura Terracina

«A tal Villa Marina, e a tal scoglio/ Eolo nulla val con sua procella/ Hor in quest’una parte et hor in quella/ L’ignuda barca mia lego e discioglio…»; anche Bernardo Tasso le dedicò alcune opere.
Nel 1516, con il consenso del re Ferdinando il Cattolico, sposò Ferrante Sanseverino. Il matrimonio unì due potenti dinastie: la loro corte, ospitata nel palazzo Sanseverino di Napoli e nella dimora di Salerno, divenne un punto di riferimento per artisti, musicisti, letterati e filosofi del tempo. Anche Carlo V fu ospite della coppia, alloggiato nel sontuoso palazzo dell'abate Ruggi a Salerno, per volere di Ferrante. La permanenza a Salerno dell'imperatore ci è descritta dai cronisti del tempo: il 18 novembre 1525 venne accolto con una parata imponente, fuochi artificiali, messe solenni e cene sontuose. Carlo V rimase colpito dalla magnificenza regale della corte, ma soprattutto dal fascino vivace e colto di Isabella, tanto che l'amicizia fra i due rimase inalterata negli anni a venire, come testimoniano le lettere conservate all'Archivio di Stato di Simancas.

A quarantotto anni,  a causa di un malore e un gonfiore al ventre, pensò di essere in attesa del tanto desiderato erede, ma il tutto si rivelò solo un problema di salute senza importanza: la coppia si trovava allora ad affrontare, fra l'altro,  il problema della successione. 

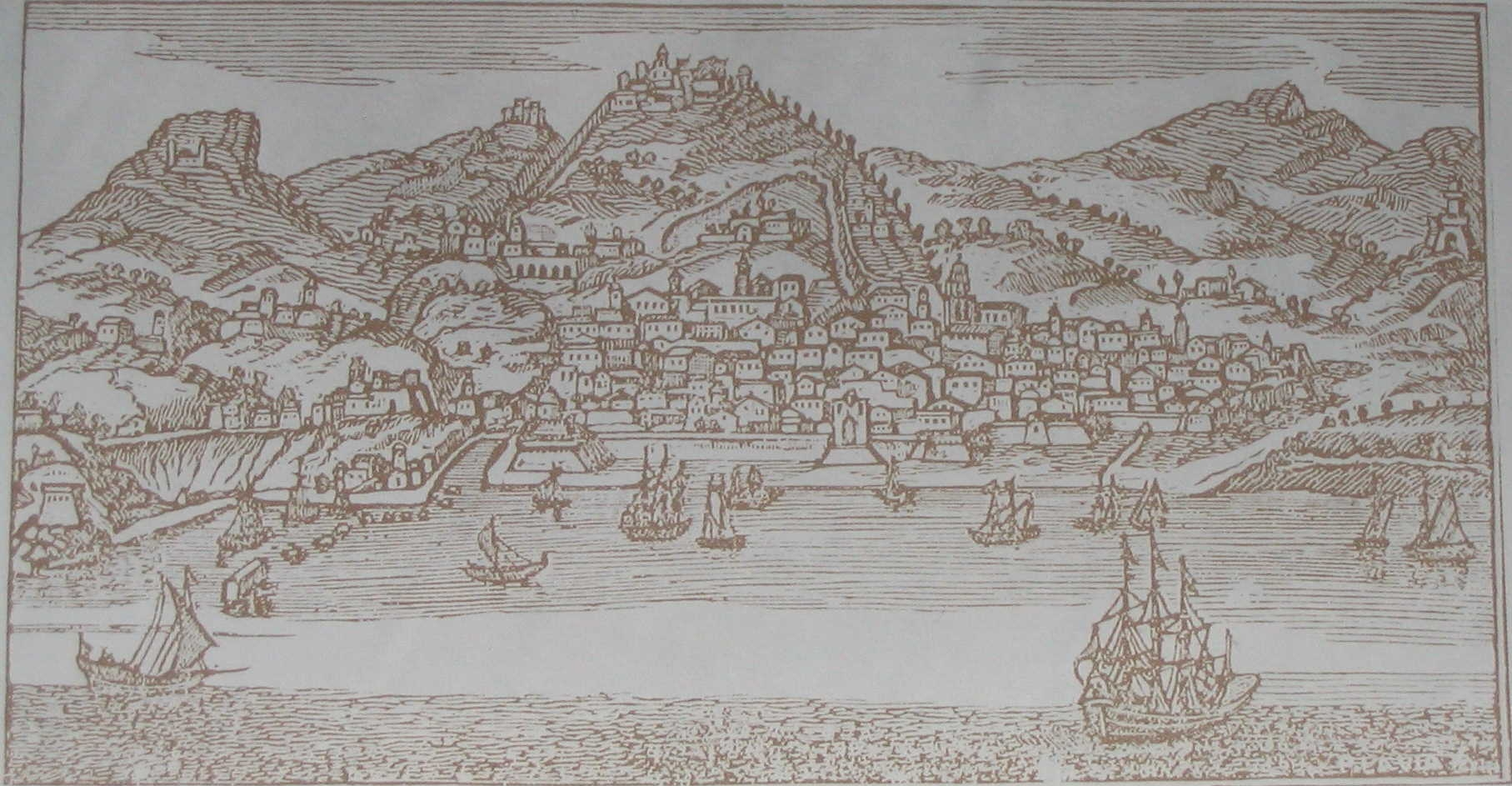
Salerno al tempo del principe Ferrante Sanseverino
in una stampa rinascimentale

Dopo poco, nel 1552,  la coppia dovette separarsi: Ferrante, caduto in disgrazia presso il Viceré Don Pedro de Toledo, accusato di eresia, di sodomia, di furto e di aver tramato contro la Spagna, fu condannato a morte: scappò e trovò appoggio presso la corte di Francia, mentre Isabella, spogliata di tutti i suoi beni,  si rifugiò dapprima presso sua nipote, Maria de Cardona, al castello di Avellino, e poi a Castel Nuovo di Napoli. Conservate in parte presso la Biblioteca Nazionale di Napoli, sono giunte a noi lettere poetiche in cui Isabella canta il dolore per la separazione e la lontananza, in particolar modo in una fitta corrispondenza tenuta con l'arcivescovo di Salerno Girolamo Seripando.
Nel 1555 la principessa si recò in Spagna per volere dell'imperatore, probabilmente qui fece anche visita a una sorella monaca. Nel 1559 ottenne il permesso di tornare a Napoli ma fu colta dalla morte a Madrid, durante il viaggio di ritorno, probabilmente per un ictus.
Nel monastero di Montserrat, in Catalogna, vi è una lapide in cui si ricorda la famiglia Villamarino: sono menzionati Bernardo, Isabella di Cardona e Isabella stessa. Nella tradizione popolare cilentana, Isabella Villamarino è ricordata in un canto:
chiamatemi Sabella 'a sventurata

aggio perdut' trentasei castella

'a chiana 'e Puglia e 'a Basilicata

aggio perdut' 'a Salierno bella

ch'era 'o spass r' 'a disgraziata

'a sera m’imbarcaj int' 'a varchetella,

e 'a mattina m' truvai ‘negata.»

## Ascendenza
|                                              |                                       |                                            | Genitori                                            |  |  | Nonni |  |  | Bisnonni |  |  | Trisnonni |  |
|                                              |                                       |                                            |                                                     |  |  |       |  |  | …        |  |  | …         |  |
|                                              |                                       |                                            |                                                     |  |  |       |  |  | …        |  |  | …         |  |
|                                              |                                       | …                                          |                                                     |  |  |       |  |  | …        |  |  |           |  |
| Berenguer de Vilamarí i de Constança         |                                       |                                            |                                                     |  |  |       |  |  | …        |  |  |           |  |
|                                              |                                       | …                                          | …                                                   |  |  |       |  |  |          |  |  |           |  |
|                                              |                                       | …                                          | …                                                   |  |  |       |  |  |          |  |  |           |  |
|                                              |                                       | …                                          | …                                                   |  |  |       |  |  |          |  |  |           |  |
| Bernardo Villamarino                         |                                       | …                                          |                                                     |  |  |       |  |  |          |  |  |           |  |
|                                              |                                       | …                                          | …                                                   |  |  |       |  |  |          |  |  |           |  |
|                                              |                                       | …                                          | …                                                   |  |  |       |  |  |          |  |  |           |  |
|                                              |                                       | …                                          | …                                                   |  |  |       |  |  |          |  |  |           |  |
| …                                            |                                       | …                                          |                                                     |  |  |       |  |  |          |  |  |           |  |
|                                              |                                       | …                                          | …                                                   |  |  |       |  |  |          |  |  |           |  |
|                                              |                                       | …                                          | …                                                   |  |  |       |  |  |          |  |  |           |  |
|                                              |                                       | …                                          | …                                                   |  |  |       |  |  |          |  |  |           |  |
| Isabella Villamarino                         |                                       | …                                          |                                                     |  |  |       |  |  |          |  |  |           |  |
|                                              | Ramon de Cardona-Anglesola i de Pinós | Hug de Cardona-Anglesola i de Luna         |                                                     |  |  |       |  |  |          |  |  |           |  |
|                                              | Ramon de Cardona-Anglesola i de Pinós | Hug de Cardona-Anglesola i de Luna         |                                                     |  |  |       |  |  |          |  |  |           |  |
|                                              | Ramon de Cardona-Anglesola i de Pinós | Francesca de Pinós i de Castre             |                                                     |  |  |       |  |  |          |  |  |           |  |
| Antoni de Cardona-Anglesola i Centelles      | Ramon de Cardona-Anglesola i de Pinós |                                            |                                                     |  |  |       |  |  |          |  |  |           |  |
|                                              |                                       | Caterina de Centelles Riu-sec i de Bellvis | Francesc Gilabert de Centelles Riu-sec i de Queralt |  |  |       |  |  |          |  |  |           |  |
|                                              |                                       | Caterina de Centelles Riu-sec i de Bellvis | Francesc Gilabert de Centelles Riu-sec i de Queralt |  |  |       |  |  |          |  |  |           |  |
|                                              |                                       | Caterina de Centelles Riu-sec i de Bellvis | Isabel de Bellvis                                   |  |  |       |  |  |          |  |  |           |  |
| Elisabet de Cardona-Anglesola i de Requesens |                                       | Caterina de Centelles Riu-sec i de Bellvis |                                                     |  |  |       |  |  |          |  |  |           |  |
|                                              |                                       | Galceran de Requesens i de Santacoloma     | Lluís de Requesens i de Relat                       |  |  |       |  |  |          |  |  |           |  |
|                                              |                                       | Galceran de Requesens i de Santacoloma     | Lluís de Requesens i de Relat                       |  |  |       |  |  |          |  |  |           |  |
|                                              |                                       | Galceran de Requesens i de Santacoloma     | Constança de Santa Coloma                           |  |  |       |  |  |          |  |  |           |  |
| Castellana de Requesens i Joan de Soler      |                                       | Galceran de Requesens i de Santacoloma     |                                                     |  |  |       |  |  |          |  |  |           |  |
|                                              |                                       | Elisabet Joan de Soler                     | Bernat Joan Dessoler                                |  |  |       |  |  |          |  |  |           |  |
|                                              |                                       | Elisabet Joan de Soler                     | Bernat Joan Dessoler                                |  |  |       |  |  |          |  |  |           |  |
|                                              |                                       | Elisabet Joan de Soler                     | …                                                   |  |  |       |  |  |          |  |  |           |  |
|                                              |                                       | Elisabet Joan de Soler                     |                                                     |  |  |       |  |  |          |  |  |           |  |